# Ґарні (ущелина)
40°07′10″ пн. ш. 44°43′23″ сх. д. / 40.119444444444° пн. ш. 44.723055555556° сх. д.
Ущелина Ґарні (вірм. Գառնի) — ущелина, що розташована у Вірменії в Котайкській області, поблизу селища Ґарні. Ґарнійська ущелина простягається вздовж річки Азат (Ґарні) і її притоки — Гохт. Вона знаменита прекрасними скелями, що одержали назву «Симфонія каменів». Ці скелі піднімаються до самої верхньої частини ущелини.
Довжина річки Азат становить 55 км, площа водозбірного басейну — 550 км². Річка бере початок з південно-західних схилів вершини Спітакасар Гегамського хребта, з висоти 3000-3200 м.
Під час розкопок в Ґарні було знайдено поселення ранньої бронзової доби другої половини III тисячоліття до н. е.: будинки і будівлі круглого і чотирикутного планування. Ще з III тисячоліття до н. е. Ґарні було одним з тваринницьких і землеробських поселень Вірменії. Тут були виявлені гробниці і археологічні матеріали пізньої бронзової доби (II ст до н. е.), глиняні вироби урартського і пізнього вірменського періоду (VI—IV ст до н. е.), а також клинопис короля Аргішті, в якій він називає Ґарні разом з навколишньою місцевістю Ґарнійскою областю. Перед замком було поселення міського типу, сліди якого приховані будовами середньовічного і сучасного періоду. На пагорбах, що оточують село з півночі, знаходиться середньовічне кладовище з обробленими хачкарами та іменними надгробками.
Долина річки Азат в більшій частині заповнена величезними валунами, утвореними внаслідок руйнувань. На річці Азат знаходиться пішохідний міст XIII століття, біля села Ґарні. У верхній частині ущелини знаходиться язичницький храм Ґарні і монастирський комплекс Авуц Тар.

## Галерея

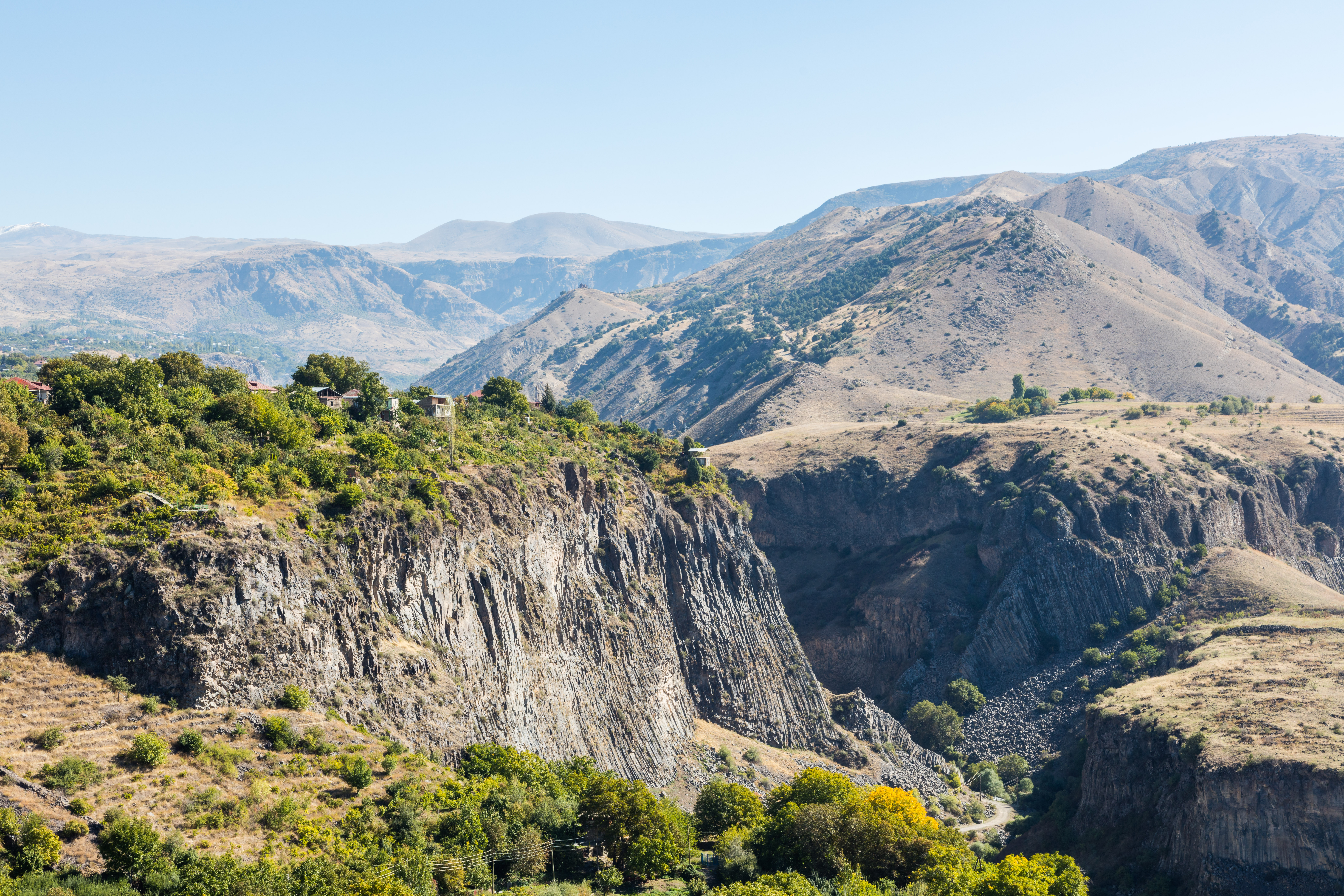
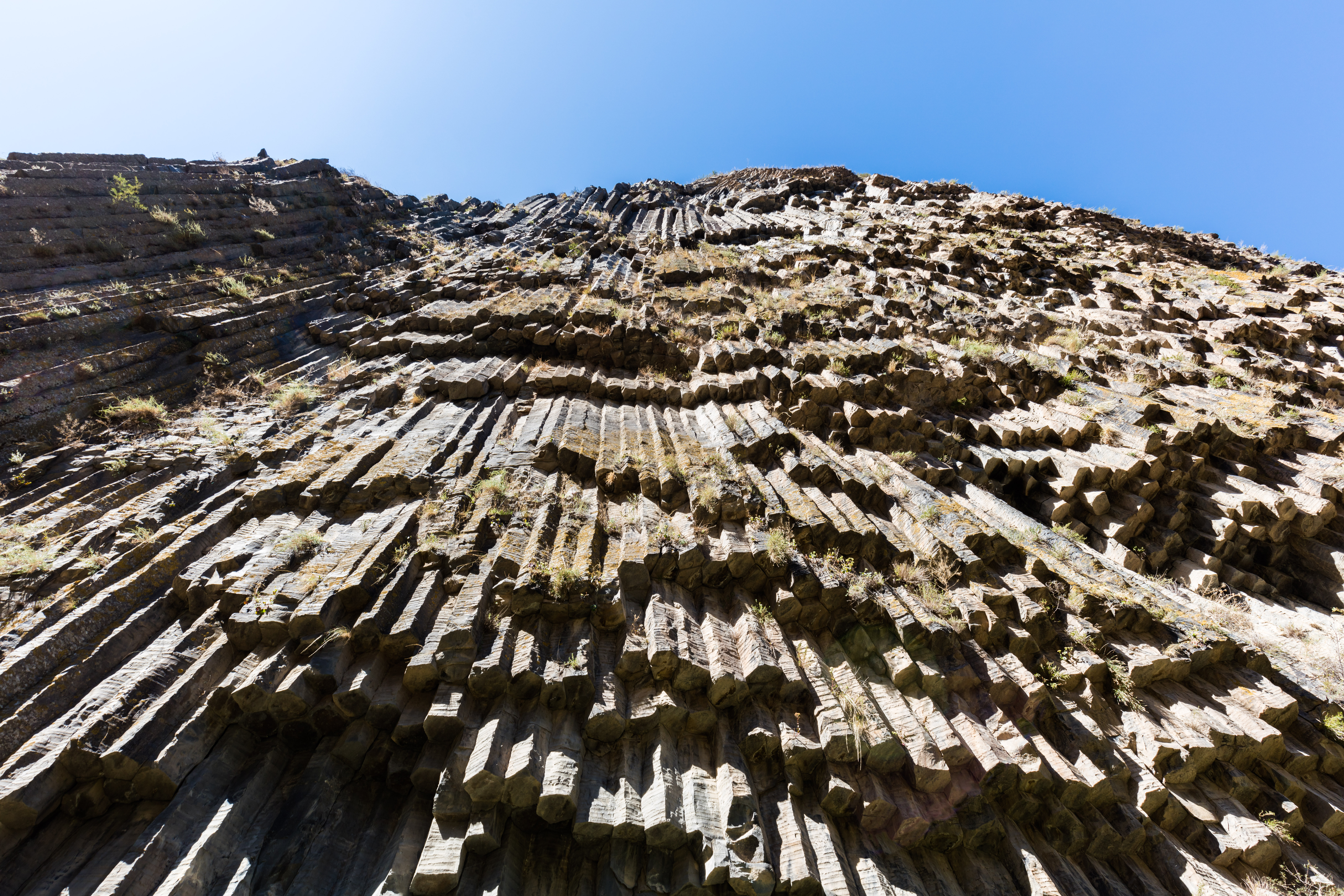
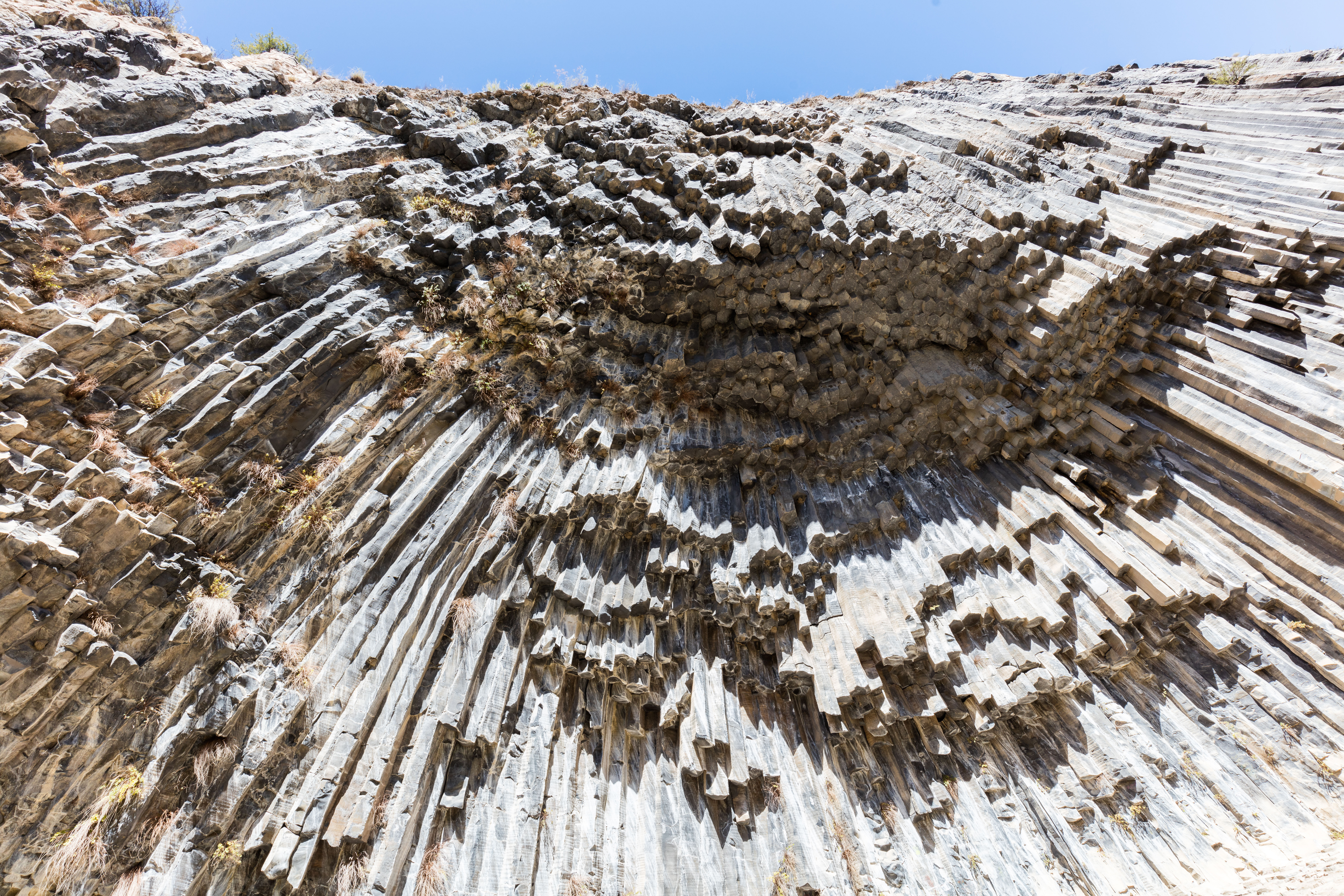
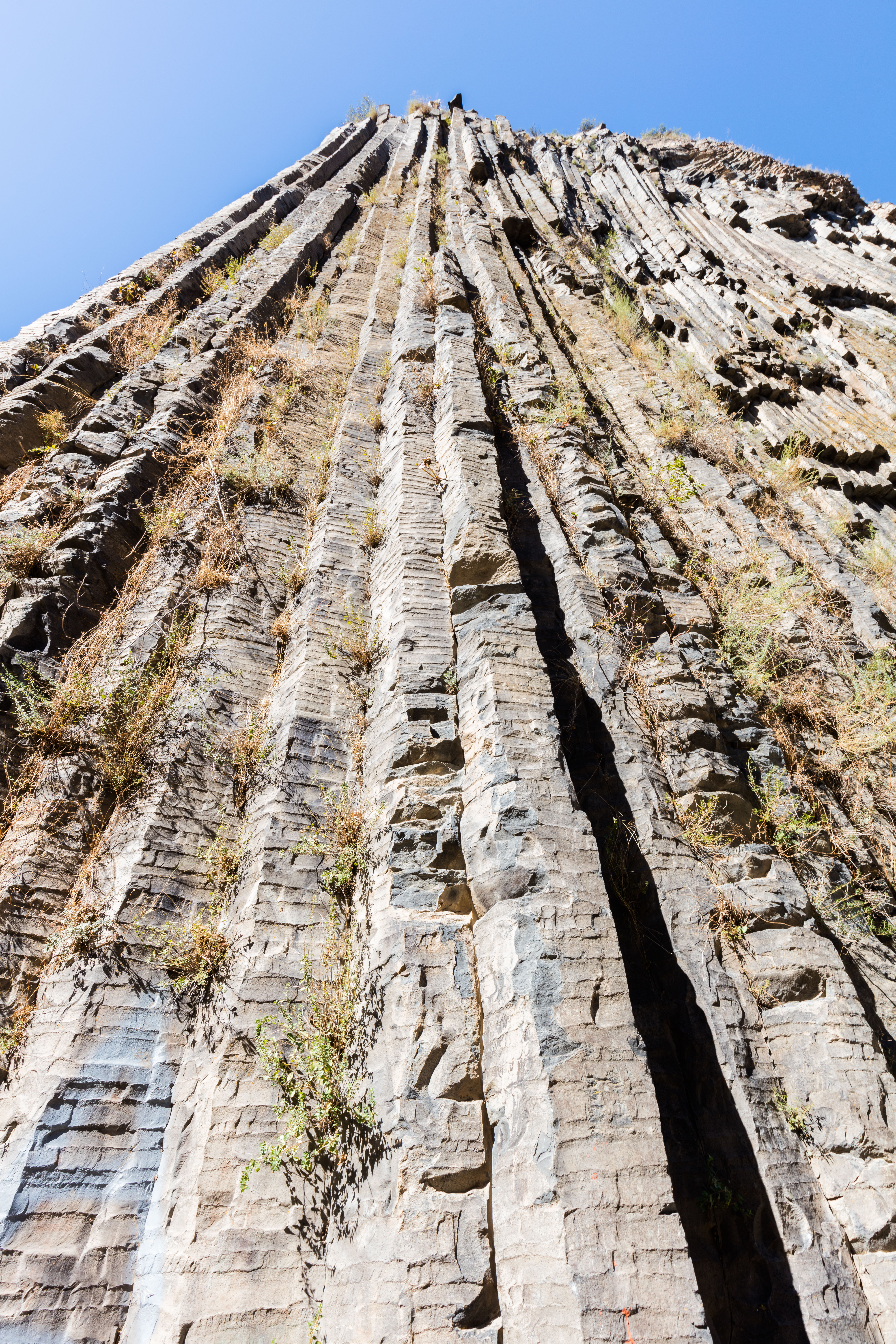
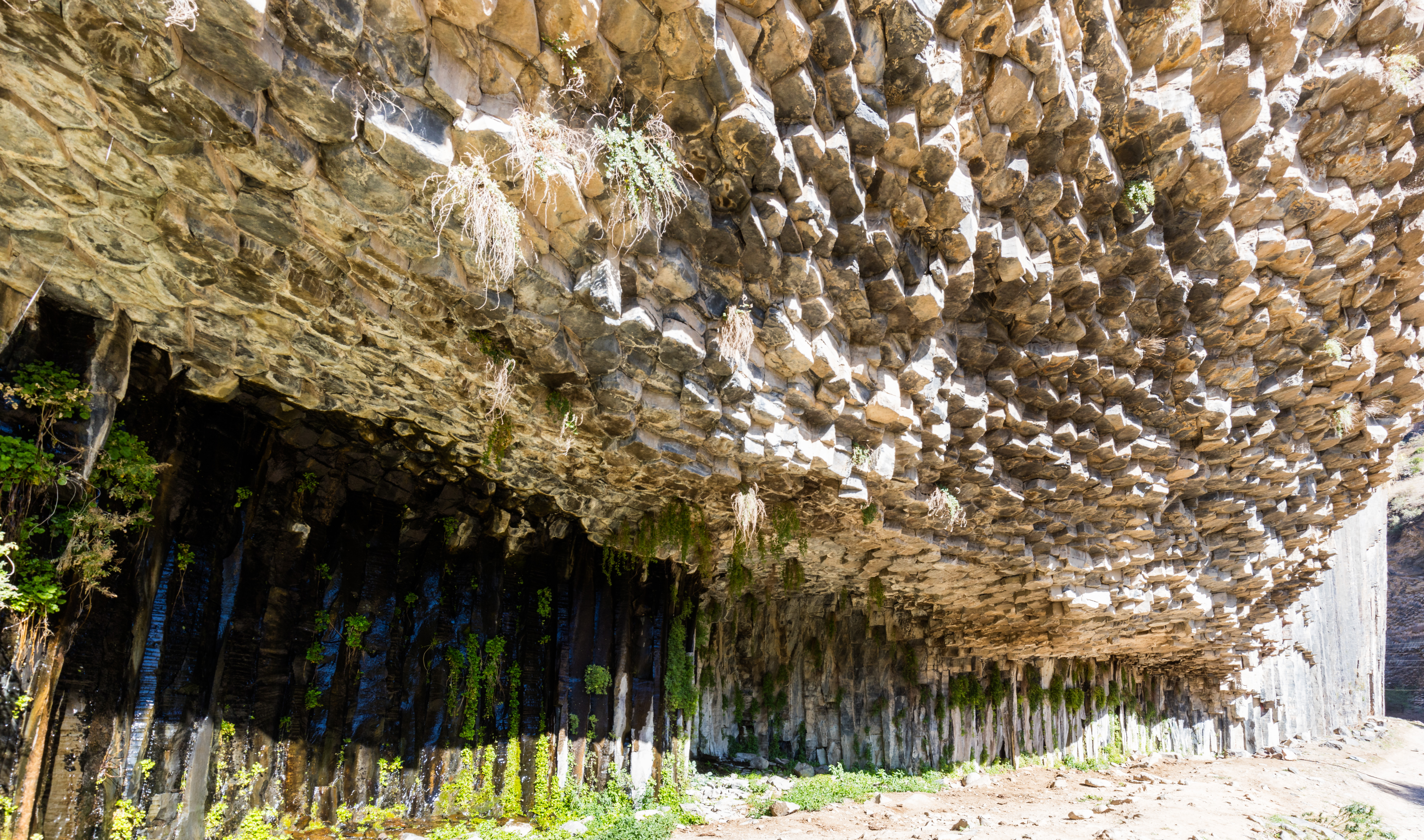
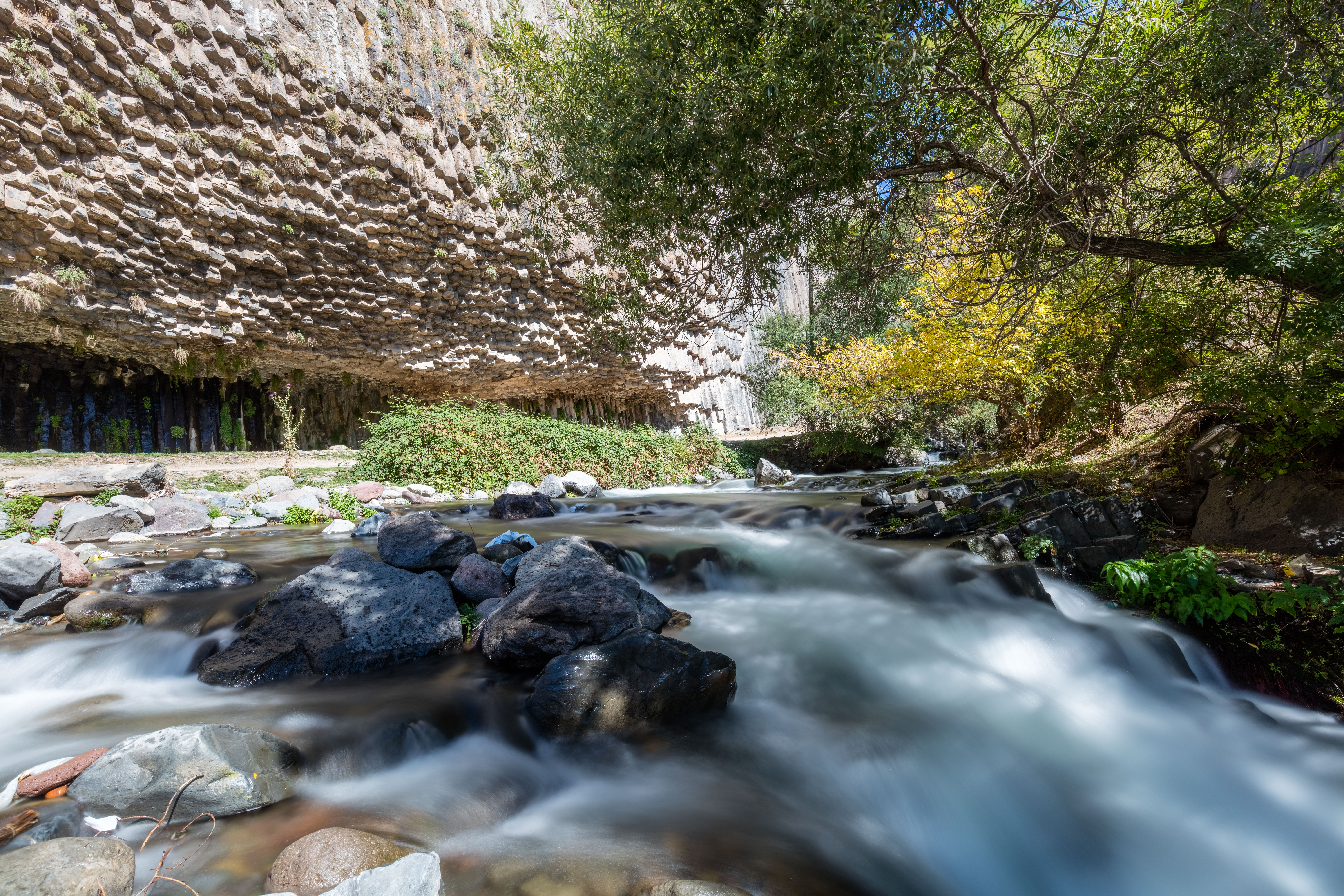
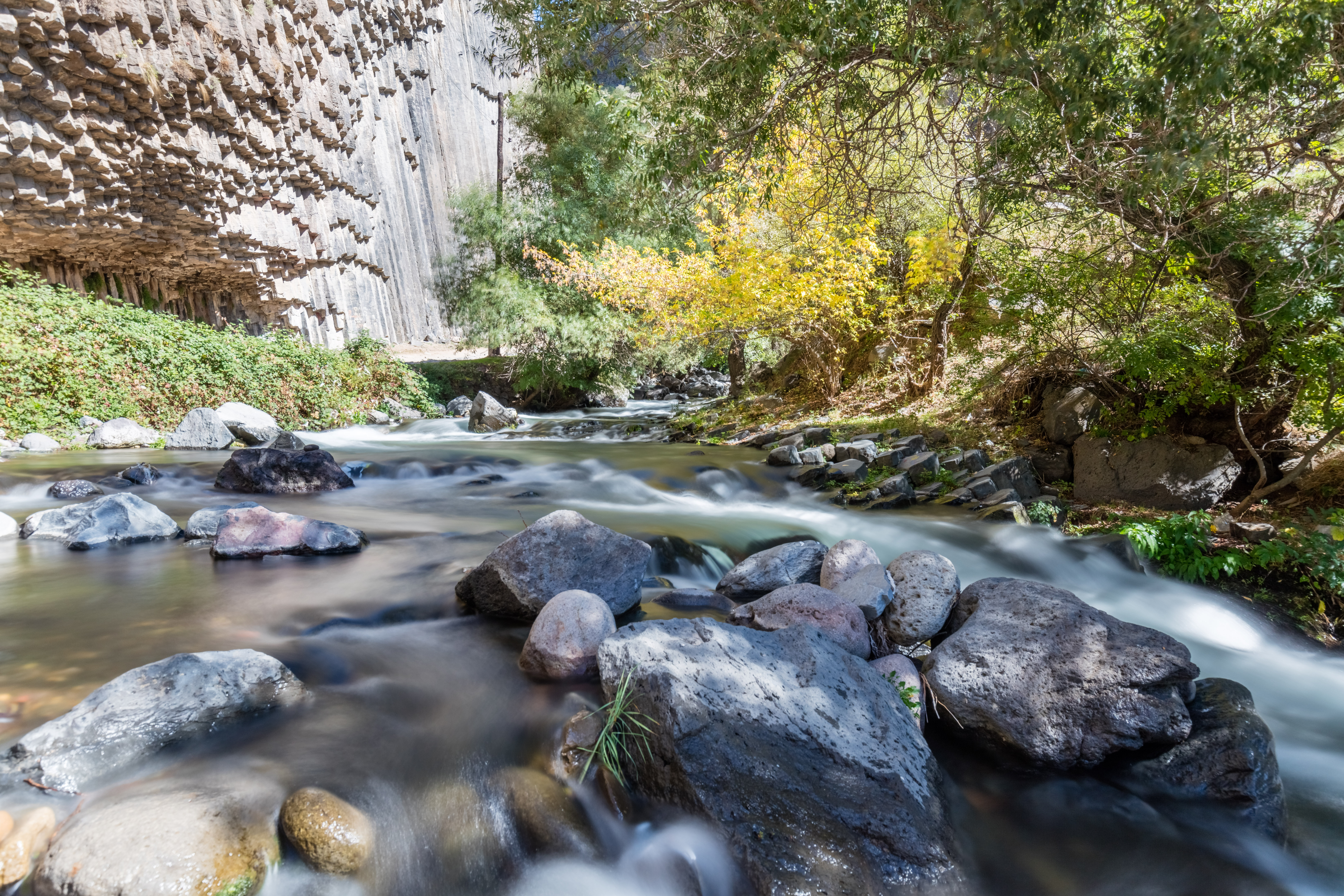